# Memoria (2021)
Memoria ist ein Spielfilm von Apichatpong Weerasethakul aus dem Jahr 2021.
Im Jahr seiner Veröffentlichung wurde der Film im Wettbewerb der 74. Internationalen Filmfestspiele von Cannes uraufgeführt. Der Kinostart in Deutschland war am 5. Mai 2022.

## Handlung
Seitdem Jessica bei Tagesanbruch von einem lauten Geräusch erschreckt wird, leidet sie unter Schlafproblemen. Sie begibt sich auf die Reise ins kolumbianische Bogotá, um ihre Schwester Karen zu besuchen. Dort freundet sie sich mit der Archäologin Agnès an. Diese untersucht menschliche Überreste, die beim Bau eines Tunnels entdeckt wurden. Jessica besucht Agnès an der Ausgrabungsstätte. In einer kleinen Stadt in der Nähe macht sie die Bekanntschaft des in der Fischerei tätigen Hernán. Beide verbringen zusammen Zeit am Fluss und teilen Erinnerungen miteinander. Gegen Abend empfindet Jessica ein ungewöhnliches Gefühl der Klarheit.

## Veröffentlichung und Rezeption
Der Film wurde am 15. Juli 2021 beim 74. Filmfestival von Cannes uraufgeführt. Ein Trailer wurde am 12. Juli 2021 veröffentlicht.
Memoria wurde teilweise als Mitfavorit auf die Goldene Palme, den Hauptpreis des Festivals, gehandelt. Der Film erhielt im internationalen Kritikenspiegel der britischen Fachzeitschrift Screen International 3,4 von 4 möglichen Sternen und belegte damit einen 2. Platz hinter dem japanischen Beitrag Drive My Car von Ryūsuke Hamaguchi (3,5). In einem rein französischen Kritikenspiegel der Website Le film français sah keiner der 13 Kritiker den Film als Palmen-Favoriten an, sechs Kritiker vergaben aber mit drei Sternen jeweils die zweitbeste Wertung an Memoria.
Die Redaktion des deutschen Online-Portals Filmdienst wählte das Werk auf Platz 16 der besten Filme des Jahres 2022.

## Auszeichnungen
Für Memoria erhielt Apichatpong Weerasethakul seine dritte Einladung in den Wettbewerb um die Goldene Palme. Den Hauptpreis des Filmfestivals hatte er bereits 2010 für Uncle Boonmee erinnert sich an seine früheren Leben erhalten. Memoria wurde mit dem Preis der Jury ausgezeichnet (ex aequo mit Ha’derech von Nadav Lapid).